# Déu en les religions abrahàmiques
El concepte de Déu a les religions abrahàmiques se centra en el monoteisme. Les tres principals religions monoteistes del judaisme, el cristianisme, l'islam i la fe bahá'í, es consideren religions abrahàmiques a causa del seu culte compartit al Déu (anomenat Jahvè en hebreu i Al·là en àrab) que es revelà a Abraham. Comparteixen diversos trets característics:
- les seves tradicions teològiques beuen en major o en menor mesura de la descripció del Déu d'Israel a la Bíblia hebrea;[2]
- tenen el seu origen en el patriarca Abraham.[1][2][3][4]

En aquest sentit, el Déu abrahàmic és el concepte de Déu comú de totes les religions abrahàmiques. És concebut com un ésser etern, omnipotent i omniscient i com a creador de l'Univers. Així mateix, se li atribueixen les qualitats de santedat, justícia, omnibenevolència i omnipresència. Els creients de les religions abrahàmiques creuen que Déu també és transcendent, és a dir, que està més enllà de l'espai i el temps i, per tant, radicalment per sobre de la seva creació, però que alhora és un déu personal i compromès que escolta les pregàries i reacciona a les accions de les seves criatures.